# Imanol
Imanol (basc: Imanol Larzabal Goñi)  (Sant Sebastià, 11 de novembre de 1947 - Oriola, 25 de juny de 2004) fou un cantant i compositor en euskera i castellà, gran defensor de la cultura i la llengua basques. Exiliat durant la dictadura franquista, va haver d'abandonar de nou el País Basc en els últims anys de la seva vida, davant l'assetjament de l'entorn etarra. Va començar a cantar en euskera el 1964. El seu primer disc va aparèixer sota pseudònim, titulat de la mateixa manera, Mikel Etxegaray. En 1971, després de ser empresonat durant sis mesos per terrorisme, organització i propaganda il·legal, es va exiliar a França, on va contactar amb futurs amics i col·laboradors com Paco Ibáñez, el grup bretó Gwendal o Elisa Serna. Després de l'amnistia de 1977, va tornar a Espanya i va continuar la seva carrera musical al País Basc, comprometent-se en diverses iniciatives de defensa de la cultura i la llengua basques, com la marxa reivindicativa anual en favor del euskera, Korrika, i musicant composicions de Jon Mirande, Mikel Arregi, Koldo Izagirre, Xabier Lete i Juan Mari Lekuona.
El 1986 va participar en un concert en homenatge a la ex activista d'ETA Yoyes, assassinada pels seus antics companys en la localitat d'Ordizia. La participació en aquest homenatge li va valer ser boicotejat per part del seu públic, el sector social simpatitzant amb ETA. En els anys següents va rebre amenaces de mort i va rebre suport per molts companys de professió en un concert (Contra el miedo) que es va convertir en un al·legat contra ETA, cosa que va dificultar la seva vida al País Basc fins al punt de veure's obligat a exiliar-se l'any 2000. Va morir sobtadament d'un vessament cerebral quatre anys més tard quan es preparava per a participar en un concert-homenatge als republicans espanyols. La seva última obra, un disc de cançons de bressol, va quedar inconclusa.

## Discografia
- Herriak ez du barkatuko (1974).
- Lau haizetara (1977).
- Jo ezan (1981).
- Orhoituz (1985).
- Muga beroetan (1989).
- Viajes de mar y luna (1990).
- Barne kanta (1994).
- Hori bera da denen ixtoria (1996).
- Ausencia (2000).
- Versos encendidos (2003).